# 魯梅索伊山
47°03′43″N 12°39′09″E / 47.062025°N 12.652463°E
魯梅索伊山（德語：Rumesoikopf），是奧地利的山峰，位於該國西部，由蒂羅爾州負責管轄，屬於格洛克納山脈的一部分，海拔高度3,001米，人類在1927年首次登頂。